# André Chenue
Pour les articles homonymes, voir Chenu (homonymie).
André Chenue est une société française de transport, de manutention et de conservation spécialisée dans les œuvres et objets d'art.

## Histoire
La société remonte à 1760, quand André Chenue officiait en tant que layetier-emballeur, au service exclusif de la reine Marie-Antoinette. Il fabrique des boîtes, des cartons, des malles, des caisses destinées à protéger et transporter certains biens de la famille royale.
Par la suite, Chenue devient fabricant de caisses, malles et boîtes destinées au transport ou au rangement des vêtements des monarques, des familles princières. En 1848, elle est signalée comme emballeur à Paris, rue Croix-des-Petits-Champs, chargée du transport entre autres des productions de la manufacture de Sèvres et ayant des contacts avec les douanes londoniennes.
Au tournant du XXe siècle, Maurice Chenue développe les activités de la maison en direction des musées et des familles bourgeoises (militaires de haut-rang, industriels), et offre un service de garde-meuble. Il est trésorier de la chambre syndicale des entreprises de déménagement,. La firme expose ses services durant les foires internationales de Paris (1900), Londres (1908) et Bruxelles (1910).
Implantée à La Plaine Saint-Denis, cette société anonyme est aujourd'hui spécialisée dans la logistique et la conservation des œuvres d'art. Depuis 2011, elle gère entre autres une partie de la logistique transport de l'Hôtel Drouot.
Elle est rattachée depuis 1995 au groupe Horus Finance, dirigé par Christian Arnold Da Costa-Noble.
En 2017, André Chenue, via Horus Finance, rachète Natural Le Coultre, dont les parts détenues par la famille d'Yves Bouvier.